# An Introduction to Ellie Goulding
An Introduction to Ellie Goulding è l'EP di debutto della cantante britannica Ellie Goulding, pubblicato il 20 dicembre 2009 in Gran Bretagna sotto l'etichetta Polydor Records.

## Tracce
Edizione britannica
1. Under the Sheets – 3:47
2. Wish I Stayed – 4:02
3. Wish I Stayed (versione acustica - video) – 3:57
4. Roscoe (versione acustica - video) – 3:27
5. An Introduction to Ellie Goulding (video) – 2:34

Edizione statunitense
1. Starry Eyed – 2:56
2. Guns and Horses – 3:34
3. The Writer (versione acustica live) – 4:12
4. Lights – 4:04